# プラヴィズドーミニ
プラヴィズドーミニ（伊: Pravisdomini）は、イタリア共和国フリウリ＝ヴェネツィア・ジュリア州ポルデノーネ県にある、人口約3,400人の基礎自治体（コムーネ）。

## 地理

### 位置・広がり

#### 隣接コムーネ
隣接するコムーネは以下の通り。括弧内のVEはヴェネツィア県、TVはトレヴィーゾ県所属を示す。
- アンノーネ・ヴェーネト (VE)
- アッツァーノ・デーチモ
- キオーンス
- メドゥーナ・ディ・リヴェンツァ (TV)
- パジアーノ・ディ・ポルデノーネ
- プラマッジョーレ (VE)

### 気候分類・地震分類
プラヴィズドーミニにおけるイタリアの気候分類 (it) および度日は、zona E, 2547 GGである。
また、イタリアの地震リスク階級 (it) では、zona 3 (sismicità bassa) に分類される。

## 行政

### 分離集落
プラヴィズドーミニには、以下の分離集落（フラツィオーネ）がある。
- Barco, Frattina, Panigai